# Маргејт (Флорида)
Маргејт (енгл. Margate) град је у америчкој савезној држави Флорида. По попису становништва из 2010. у њему је живело 53.284 становника.

## Демографија
Према попису становништва из 2010. у граду је живело 53.284 становника, што је 625 (1,2%) становника мање него 2000. године.
| Група             | 2000.          | 2010.          |
| Белци             | 36.534 (67,8%) | 24.521 (46,0%) |
| Афроамериканци    | 6.268 (11,6%)  | 13.726 (25,8%) |
| Азијати           | 1.497 (2,8%)   | 2.150 (4,0%)   |
| Хиспаноамериканци | 8.238 (15,3%)  | 11.846 (22,2%) |
| Укупно            | 53.909         | 53.284         |